# Моретти, Марчелло
Марче́лло Море́тти (итал. Marcello Moretti; 1910—1961) — итальянский театральный актёр.
Окончив в 1940 году римскую Национальную академию драматического искусства (Accademia Nazionale d’Arte Drammatica), дебютировал в «Вороне» К. Гоцци. В 1947 году присоединился к труппе Пикколо театро ди Милано, сыграв роль Костылева в «На дне» М. Горького. 24 июля того же года впервые сыграл заглавную роль в «Арлекине, слуге двух господ» по пьесе К. Гольдони в бессмертной постановке Дж. Стрелера. Спектакль идет и поныне. Играл эту роль, созданную в стилистике комедии дель арте до 1961 года, когда его заменил актёр Феруччо Солери.

## Театральные работы
- Giganti della montagna — Quaqueo
- «Буря» У. Шекспира — Калибан
- Questa sera si recita a soggetto — dottor Hinkfuss
- «Лекарь поневоле» Мольера — Сганарель